# Ober-Flörsheim
Pour les articles homonymes, voir Flörsheim.
Ober-Flörsheim est une municipalité allemande située dans le Land de Rhénanie-Palatinat et l'arrondissement d'Alzey-Worms.

## Géographie
Ober-Flörsheim se trouve sur un haut plateau dans la région viticole de Hesse-Rhénane.

## Histoire
La plus ancienne mention d'Ober-Florsheim (Flarlesheim superiori) date de 776 dans une liste de donations de l'abbaye de Lorsch. De 1237 jusqu'à la fin du XVIIIe siècle, l'Ordre Teutonique d'Ober-Flörsheim existait à Ober-Flörsheim, dont les bâtiments préservés caractérisent encore aujourd'hui le paysage urbain. L'abbaye d'Otterberg possédait des propriétés dans la ville.
Depuis 1506, Ober-Flörsheim appartenait au Palatinat du Rhin et était subordonné à l'Oberamt Alzey. Durant la guerre de Trente Ans, les troupes suédoises dévastèrent la ville et le village. En 1689, la guerre de succession du Palatinat a de nouveau durement touché la ville.
Pendant les guerres de la Révolution française, il y eut une bataille le 30 mars 1793 près d’Ober-Flörsheim au cours de laquelle les Prussiens battirent les Français. Malgré cette défaite le succès ultime de la France dans la campagne eut pour conséquence l'annexion la France en 1797 d'Ober-Flörsheim avec le reste des territoires sur la rive gauche du Rhin, et le village est devenu une partie du département du Mont-Tonnerre (Donnersberg).
Pendant les guerres de la Révolution française, il y eut une bataille le 30 mars 1793 près d’Ober-Flörsheim au cours de laquelle les Prussiens battirent les Français. Malgré cette défaite le succès ultime de la France dans la campagne eut pour conséquence l'annexion la France en 1797 d'Ober-Flörsheim avec le reste des territoires sur la rive gauche du Rhin, et le village est devenu une partie du département du Mont-Tonnerre (Donnersberg).
Après la défaite de l'Empire napoléonien, Ober-Flörsheim fait partie de la province nouvellement fondée de Hesse rhénane dans le grand-duché de Hesse-Darmstadt en 1816.
Après la dissolution des cantons de Hesse rhénane, l'endroit fut intégré en 1835 au nouveau arrondissement de Worms (en allemand : Landkreis Worms; Kreis Worms jusqu'à 1938), auquel il appartint jusqu'au 1er novembre 1938. Dans le cadre de la réforme régionale de l'époque, il rejoint le arrondissement d'Alzey (en allemand : Landkreis Alzey).
Le 20 mars 1945, les troupes américaines occupèrent Ober-Flörsheim, qui fut néanmoins transféré dans la zone d’occupation française en Allemagne à l’été de la même année, puis regroupés dans le nouvel Land Rhénanie-Palatinat. L'arrondissement d'Alzey a continué d'exister jusqu'à la réforme administrative du 7 juin 1969, au cours de laquelle la majorité de celui-ci a été absorbée par l'arrondissement d'Alzey-Worms, auquel Ober-Flörsheim appartient depuis.
Depuis 1972, Ober-Flörsheim fait partie de la commune fusionné d'Alzey-Land.

### Religion

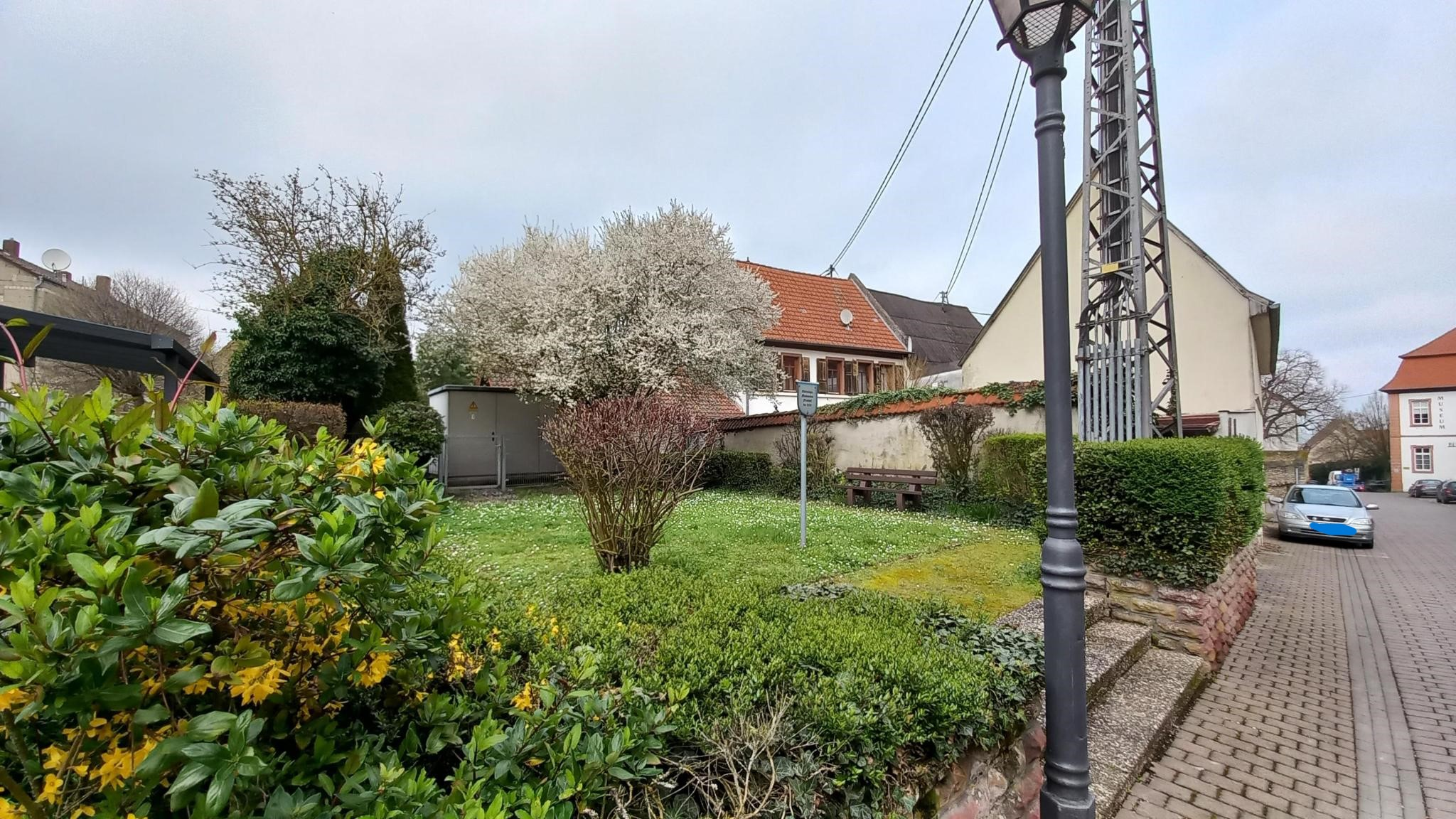
Jusqu'en 1830, il y avait un cimetière mennonite marqué comme tel.

Réformé au XVIe siècle, le culte catholique est réintroduit en 1698. Les réformés reprirent le contrôle de l'église paroissiale en 1705 lors de la Division de l'Église du Palatinat. À long terme, les deux confessions ont coexisté. En 1747, la confession luthérienne devint la troisième confession à construire une église dans la ville. En 1876, la communauté protestante libre (en allemand : Freiprotestanten), séparée de l'Église évangélique, fut fondée.

### Développement démographique
- 1787 – 516 habitants
- 1815 – 851 habitants

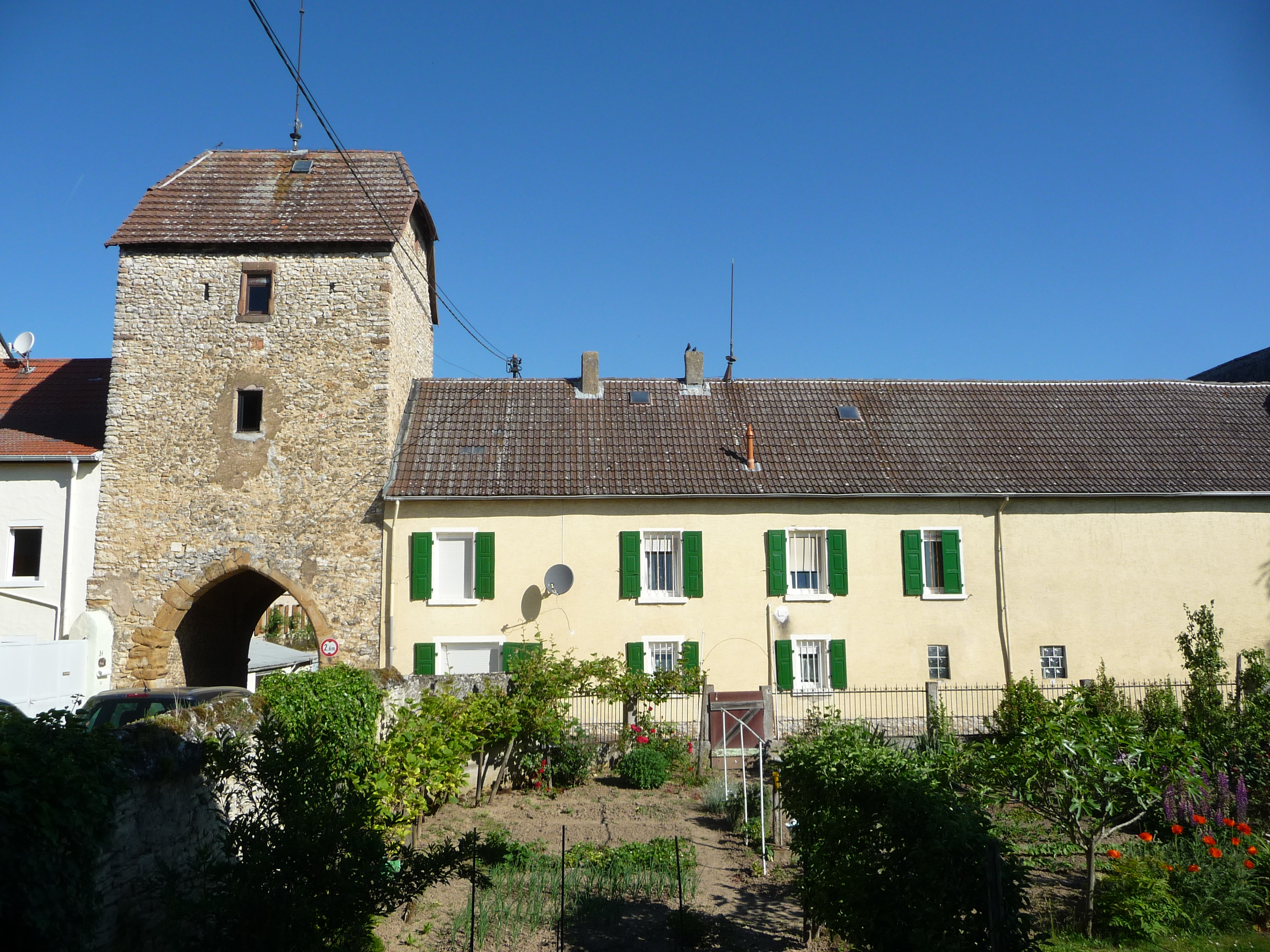
Tour de porte médiévale

- 1849 – 1.223 habitants (858 protestants, 272 catholiques, 91 mennonites)
- 1870 – 1.094 habitants (799 protestants, 265 catholiques, 44 mennonites)
- 1900 – 1.014 habitants (533 protestants, 236 catholiques, 231 protestantes libres, 21 mennonites)
- 2004 – 1.104 habitants
- 2008 – 1.191 habitants (566 protestants, 331 catholiques, 67 autres, 227 sans confession)
- 2012 – 1.237 habitants (575 protestants, 344 catholiques, 35 autres, 283 sans confession)
- 2014 – 1.205 habitants (531 protestants, 317 catholiques, 34 autres, 323 sans confessions)
- 2022 – 1.332 habitants

## Politique

### Conseil municipal
Le conseil municipal de Ober-Flörsheim se compose de 16 conseillers élus au scrutin proportionnel personnalisé lors des élections locales du 26 mai 2019 et du ehrenamtlicher Bürgermeister de la commune en tant que président.
La répartition des sièges au conseil local : 
| Wahl | BLO | FWG | UBL | total     |
| ---- | --- | --- | --- | --------- |
| 2019 | 12  | 4   | –   | 16 sièges |
| 2014 | 10  | 6   | –   | 16 sièges |
| 2009 | 6   | 5   | 5   | 16 sièges |

- BLO = Bürgerliste Ober-Flörsheim e. V. (jusqu'au 16 janvier 2018 : Wählergruppe Gardt e. V.[5])
- WGZ = Freie Wählerruppe Ober-Flörsheim e. V.
- UBL = Unabhängige Bürgerliste

### Maire
- 1800–1810 Franz Müller
- 1810–1819 Nikolaus Stauff
- 1819–1831 Johannes Dettweiler
- 1831–1837 Johannes Mundorff
- 1838–1843 Johannes Dettweiler
- 1843–1862 Friedrich Diehl
- 1862–1871 Jakob Engel
- 1871–1884 Christian Fauth
- 1884–1922 Johannes Müller
- Jakob Kratz
- bis 1945 Johann Hahn
- 1945–1946 Georg Müller
- 1946–1964 Albert Stauff
- 1964–1999 Werner Pfister
- 1999–2001 U. Vogt, démissionne à Pâques 2001
- 2001–2014 Adolf Gardt
- depuis 2014 Sascha Leonhardt (réélu le 26 mai 2019)

### Blason
|  | L'écu Ober-Flörsheim se blasonne ainsi : Blasonnement : Un lys argenté en bleu surmonté de deux étoiles argentées. |

## Culture et sites touristiques

Impressions d'Ober-Flörsheim)
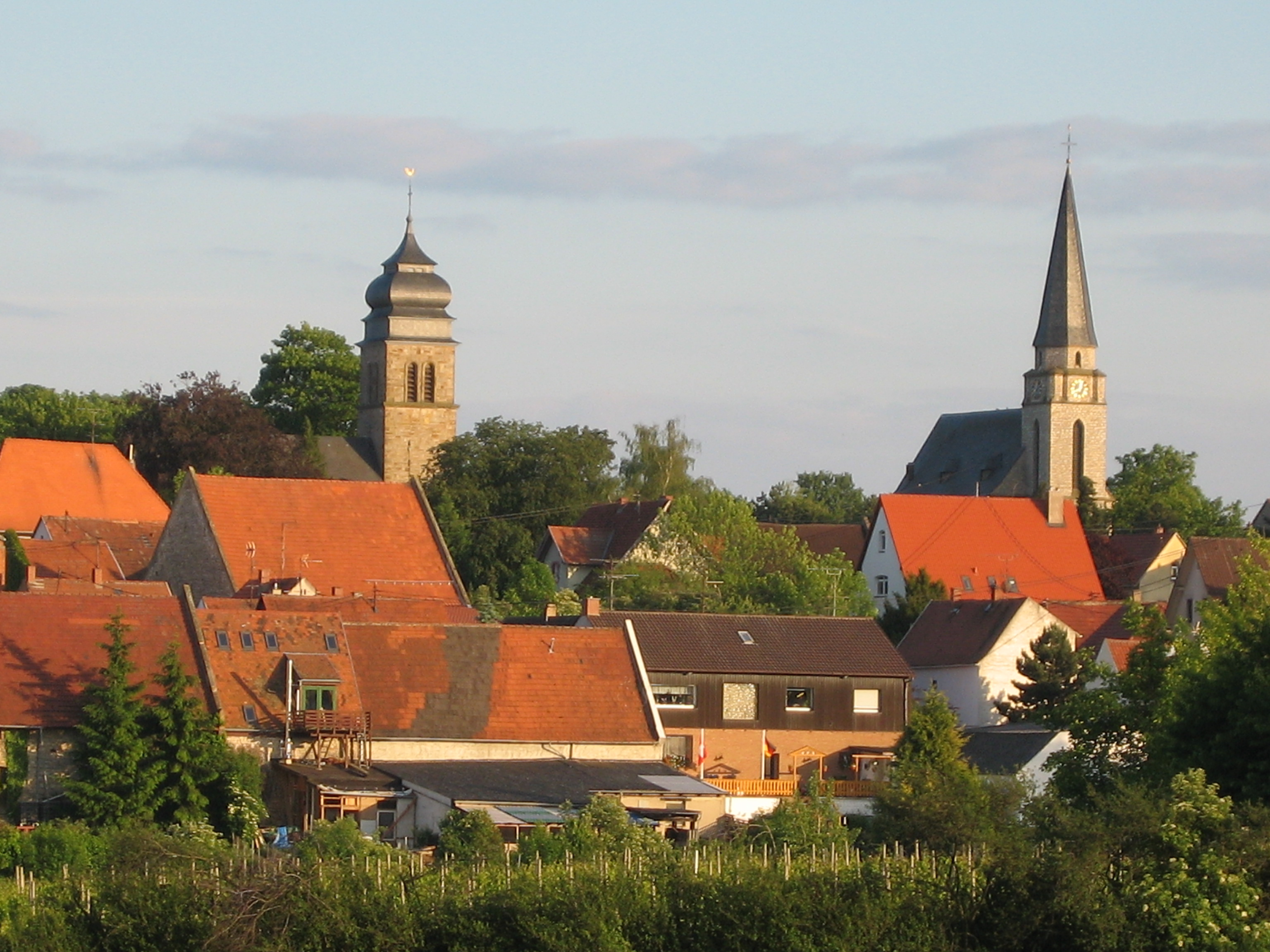
Vue d'Ober-Flörsheim ; Photo : T. Schäfer
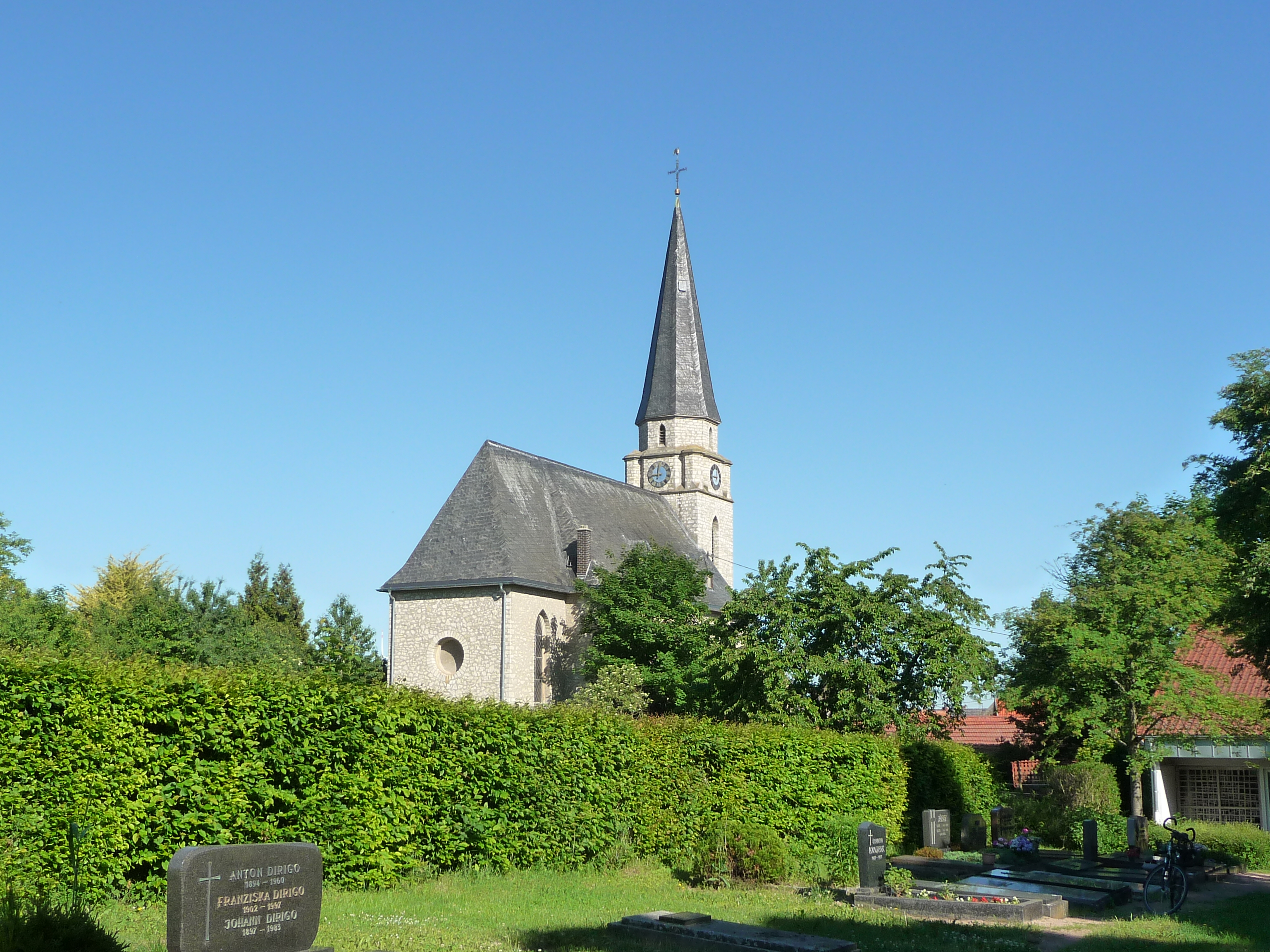
Église évangélique construite en 1887/88
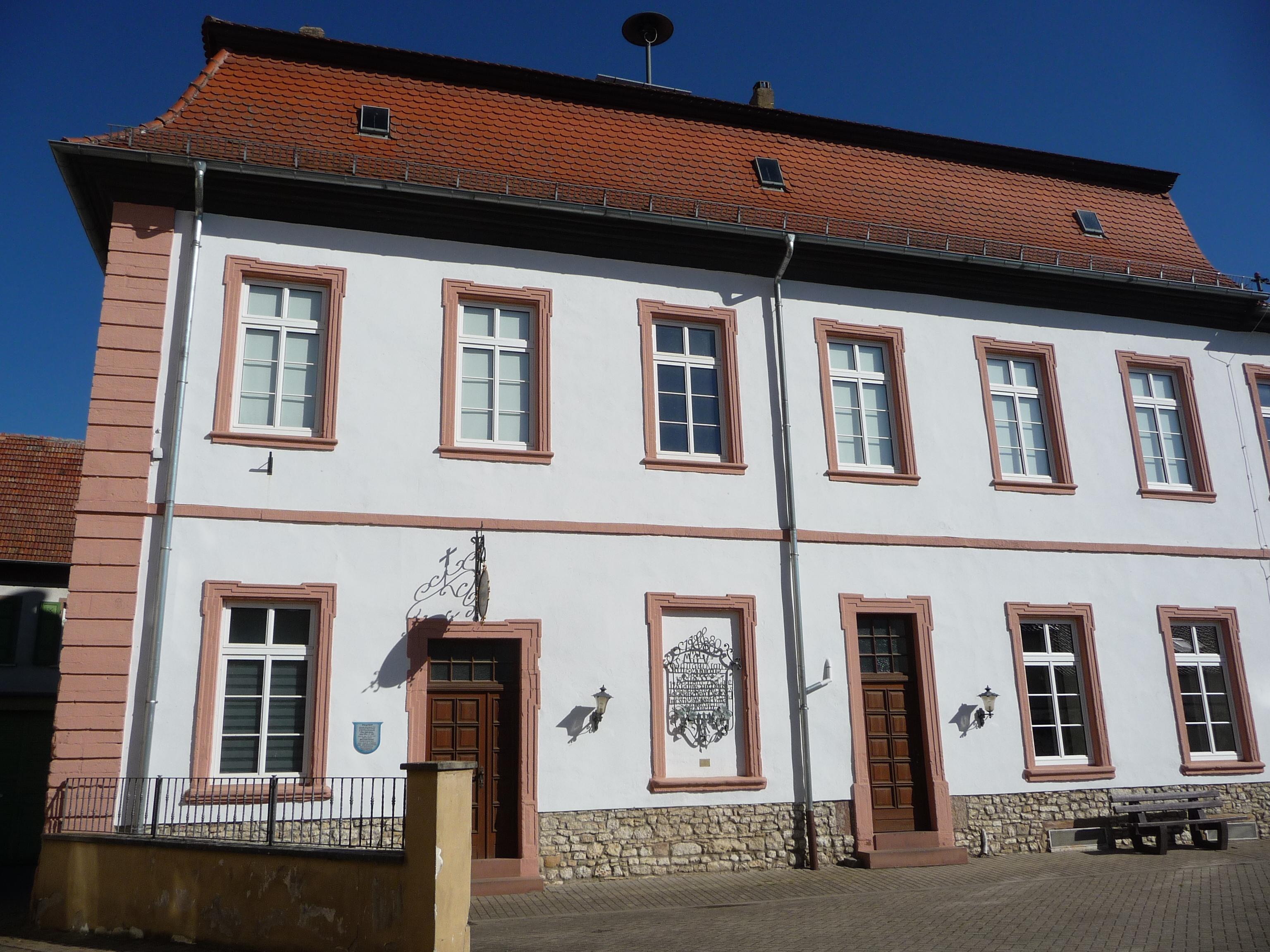
Ancienne commanderie de l'Ordre Teutonique
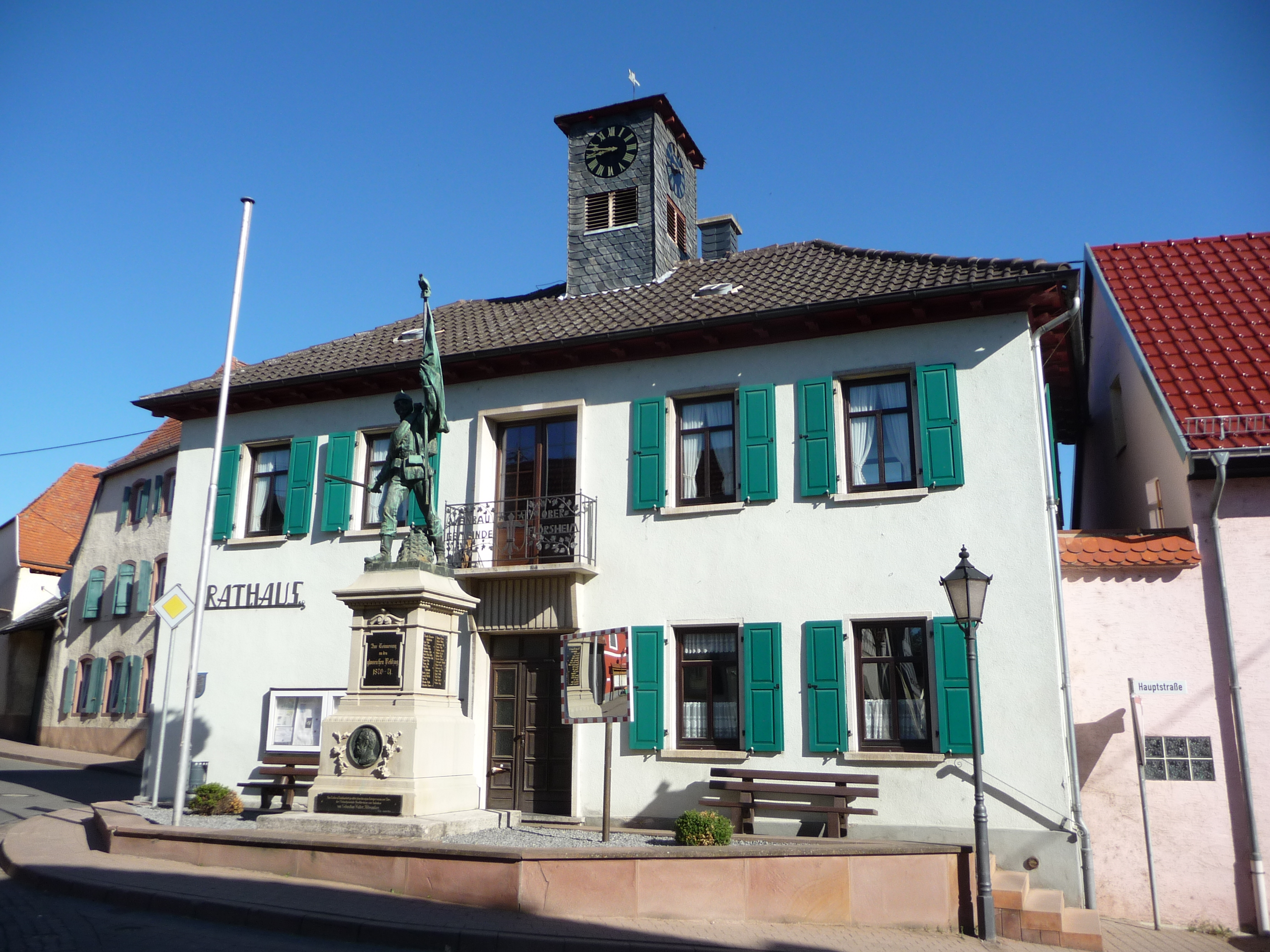
Mairie

Musée d'histoire locale dans la maison communale (ancien manoir du Commentaire), horaires d'ouverture sur rendez-vous. L'association locale et culturelle d'Ober-Flörsheim a été fondée en 2001 et compte aujourd'hui environ 110 membres.

### Musique
Outre le chœur d'hommes Liederkranz de 1855, qui compte également un chœur de femmes. Il existe également l'Association de musique religieuse catholique de 1912 et un chœur d'église protestante.

### Monuments
Église paroissiale catholique Saint-Pierre-et-Paul, construite en 1776/1777 à la place de l'ancienne église paroissiale, qui fut attribuée aux réformés après la division de l'église du Palatinat en 1705. Cependant, l'Ordre Teutonique, qui détenait le patronage de la communauté catholique, s'est opposé à cette décision et, dans un long litige juridique, a protégé les droits de propriété des catholiques. Cependant, à la suite de conflits, l'ancienne église tomba en ruine, de sorte qu'un nouveau bâtiment de style baroque devint nécessaire. Le clocher n'a été ajouté qu'en 1930.
L'église protestante a été construite en 1887/88 dans le style néogothique et a été rénovée en 1961-65 et 1976-78, comme l'indique un bloc de grès sur le côté ouest de la tour.
La maison baroque du commanderie de l'Ordre Teutonique aux allures de château, la Schaffnerei en face, une tour-porte médiévale et les vestiges des murs défensifs du quartier de Kommenden ont été préservés de l'ordre teutonique d'Ober-Florsheim. Ils façonnent le paysage urbain.
Remarquable est aussi la cour du baroque tardif de l'Alzeyer Straße, séparée de l'hôtel de ville par la Weedegasse, avec un toit mansardé en croupe typique. Celui-ci a été créé à la fin du XVIIIe siècle.

## Personnalités
- Georg Ludwig Nikolaus Alefeld, * 1789 à Ober-Flörsheim ; † 1858 à Wiesbaden, herzoglich-nassauischer Major général
- Sebastian Walter, * 1848 à Ober-Flörsheim ; † 1922 à Milwaukee, fabriant (émigré à Milwaukee/USA en 1866)
- Philipp Winkler, * 1875 à Ober-Flörsheim; † 1962 à Wiesbaden, avocat, homme politique et député dans la deuxième chambre du grand-duché de Hesse
- Willy Deutschmann, * 1880 à Ober-Flörsheim, peintre, a travaillé à Petersbächel dans le Vasgovie, où il est décédé en 1960. Il est considéré comme le peintre le plus important du Vasgovie central, frontière entre le Palatinat et l'Alsace.

## Litérature
- 768-1968 : 1200 Jahre Ober-Flörsheim. Festschrift. herausgegeben von der Gemeinde Ober-Flörsheim. o. O. 1968.
- Reif, Friedrich : Geschichte des ehemaligen Marktfleckens, jetzigen Dorfes Ober-Flörsheim. Mainz 1901.
- Schmahl, Helmut : Das Ober-Flörsheimer Kriegerdenkmal und sein Stifter Sebastian Walter. Kirchheimbolanden 2001.
- Widder, Johann Goswin : Geographisch-historische Beschreibung der Kurpfalz. Bd. 3, Frankfurt am Main 1787
- Die Rheinland-Pfälzische Bibliographie